# Jan Constantijn Driessen
Jan Constantijn Driessen (auch Jan Constantin Driessen, * 30. Juni 1790 in Deventer; † 21. Januar 1824 in Groningen) war ein niederländischer Chemiker und Mediziner.

## Leben
Jan Constantijn Driessen war ein Sohn von Antonius Driessen und Margaretha Rijpma. Er studierte an der Universität Groningen, promovierte in Groningen mit seiner Dissertation Dissertatio chemico-physica inauguralis de auro fulminante am 5. Oktober 1814 zum Dr. phil. und mit seiner Dissertation Dissertatio medica inauguralis, de phosphuria et diabete mellito am 26. Januar 1819 zum Dr. med. und wirkte anschließend als Arzt und Chemiker in Groningen.
Er war Kodirektor der 1817 gegründeten Natuur- en Scheikundig Genootschap in Deventer und wurde am 28. Mai 1820 unter der Präsidentschaft des Mediziners Christian Gottfried Daniel Nees von Esenbeck mit dem akademischen Beinamen Sylvius unter der Matrikel-Nr. 1171 als Mitglied in die Kaiserliche Leopoldino-Carolinische Akademie der Naturforscher aufgenommen.

## Schriften
- Ianus Constantinus Driessen: Dissertatio chemico-physica inauguralis de auro fulminante. Oomkens, Groningae 1814 (Digitalisat)
- Ianus Constantinus Driessen: Dissertatio medica inauguralis, de phosphuria et diabete mellito. Oomkens, Groningae 1819 (Digitalisat)
- Scheikundig onderzoek van den metselkalk der kerk te Rinsmageest, in Vriesland. Vaderlandsche Letteroefeningen, 1823 (Digitalisat)